# Maniltoa schefferi
Maniltoa schefferi là một loài thực vật có hoa trong họ Đậu. Loài này được K.Schum. & Hollrung miêu tả khoa học đầu tiên.